# Івонівка

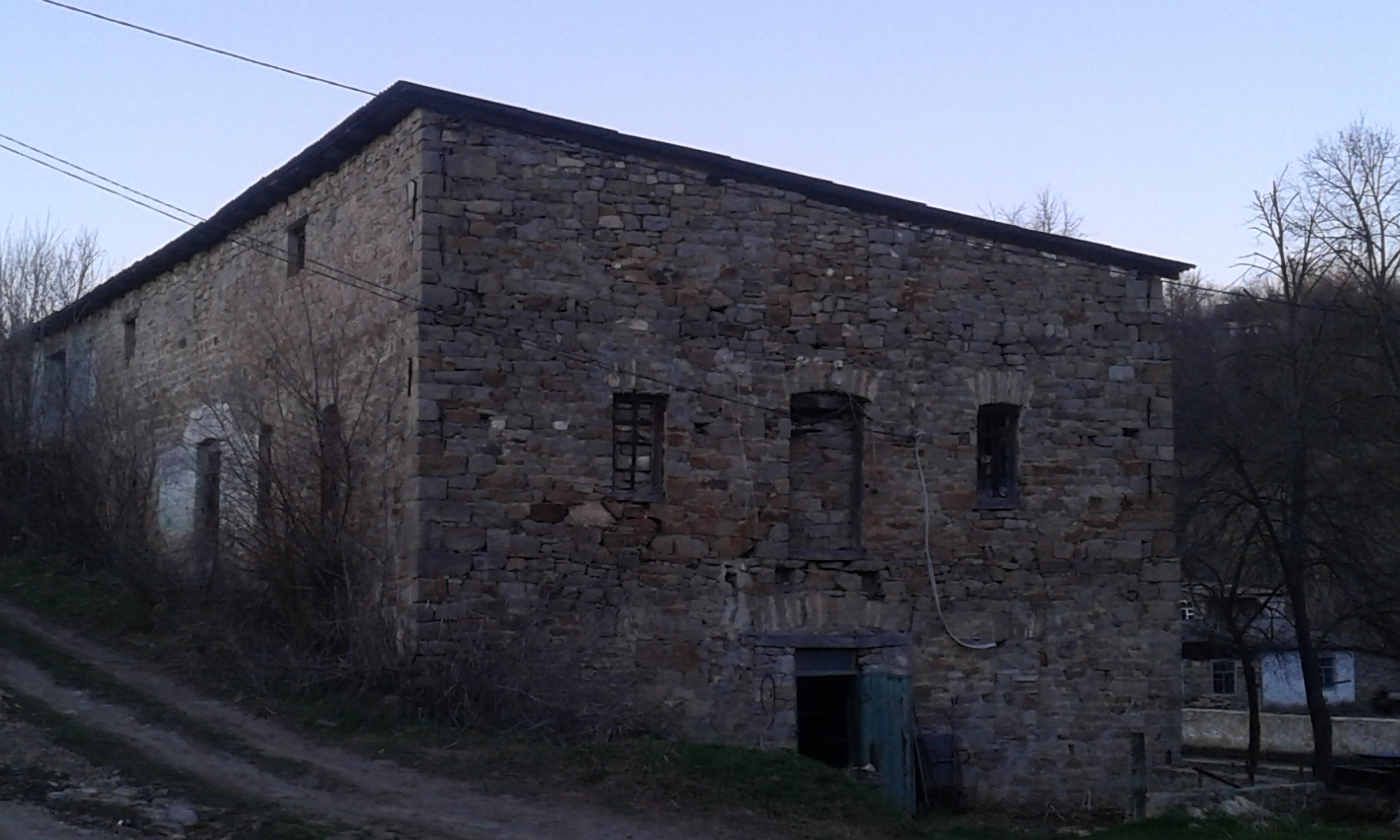
Конюшня і склад

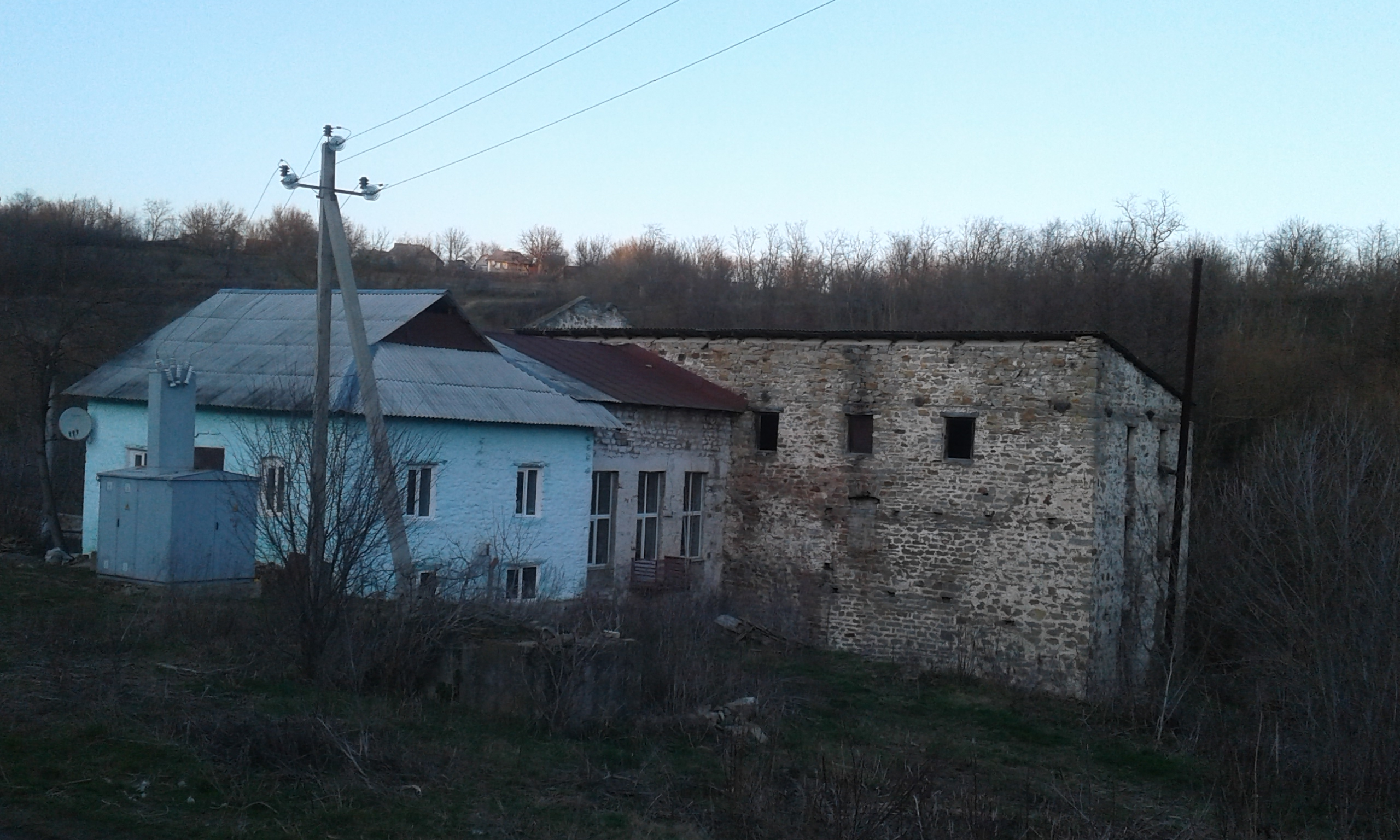
Івонівський валковий млин

Іво́нівка —   село в Україні, у Могилів-Подільській міській громаді Могилів-Подільського району Вінницької області. Населення становить 480 осіб.

## Історія
7 (20) листопада 1917 року, відповідно до Третього Універсалу Української Центральної Ради, увійшло до складу Української Народної Республіки.
В 1922 році біля села відбувся бій загону Чорного Ворона (Віктора Чекірди) з радянським каральним полком.
12 червня 2020 року, відповідно до Розпорядження Кабінету Міністрів України № 707-р «Про визначення адміністративних центрів та затвердження територій територіальних громад Вінницької області», увійшло до складу Могилів-Подільської міської громади.
19 липня 2020 року, в результаті адміністративно-територіальної реформи та ліквідації Могилів-Подільського району (1923 — 2020), село увійшло до складу новоутвореного Могилів-Подільського району.
Івонівський валковий млин
Млин у селі Івонівка, збудований у 1902 році. Він належав дворянину Миколі Миколайовичу Голембеку та перебував у оренді в  Меєра Срульовича Волоха.
За  радянських часів спочатку працював як валковий  млин, а у повоєнний період переобладнаний під ГЕС. У 70-х роках минулого століття ГЕС припинила роботу. У одному із приміщень до кінця  ХХ ст. працювала олійня, а в іншій частині – із початку 80-х років розміщувалась їдальня турбази, яку на початку 90-х років закрили. Уже кілька років, як у будівлі млина знову відновила свою роботу ГЕС.
У сусідній із млином споруді була розміщена  на першому поверсі стара стайня, а інші два поверхи займали склади. На початку 90-х років через аварійний стан на будівлі складу та олійні змінили форму покрівлі і спотворили цим первозданний вигляд.

## Населення

### Мова
Розподіл населення за рідною мовою за даними перепису 2001 року:
| Мова       | Відсоток |
| ---------- | -------- |
| українська | 97,92%   |
| російська  | 1,67%    |

## Відомі люди
- Волохів Леонід — військовий і громадський діяч, журналіст, редактор, член редакційного комітету православного журналу «Релігійно-Науковий Вісник», редактор часопису «Український сурмач»; хорунжий 6-ї Січової дивізії Армії УНР.